# Manu Ferrera
Manu Ferrera (El Cerro de Andévalo, 21 oktober 1958) is een Spaans-Belgische voetbalcoach. Hij werd in 2014 aangesteld als hoofd jeugdopleiding van AA Gent.
Manu is de broer van Francisco en Emilio Ferrera en de oom van Yannick Ferrera. Zij zijn of waren allemaal actief in het voetbal.

## Carrière

### Als speler
Manu Ferrera werd geboren in het Spaanse El Cerro de Andévalo, maar verhuisde in 1962 met zijn gezin naar Schaarbeek. Hij sloot er zich aan bij Crossing Schaerbeek, waar hij midden jaren 70 debuteerde. De aanvaller verliet de derdeklasser in het seizoen 1980/81 voor tweedeklasser Eendracht Aalst. Daar voetbalde hij in 1984 even samen met Tjapko Teuben. De Nederlander, die gehuurd werd van Club Brugge, kreeg een aanbieding van het Japanse Mazda SC. Ferrera volgde hem en trok in 1985 eveneens naar Hiroshima. Hij kwam er echter wegens heel wat blessureleed amper aan spelen toe. In 1987 sloot hij zijn spelersloopbaan af bij het bescheiden Liedekerke.

### Als trainer
Zijn eerste club trainde Ferrera, een kinesist van opleiding, begin jaren 90. Toen werd Ferrera een jaar trainer van JS Racour, een club uit tweede provinciale. Nadien was hij even werkzaam als vertegenwoordiger van het sportmerk Puma. In 1992 werd hij jeugdtrainer bij RFC Seraing, waar hij zich zienderogen opwerkte. Eerst werd hij assistent-trainer van Georges Heylens, vervolgens werd hij zelf hoofdcoach. In het seizoen 1995/96 verving hij al na de eerste speeldag trainer Jean Thissen. 
Na het seizoen werd Seraing overgenomen door het naburige Standard Luik, waardoor Ferrera bij RSC Anderlecht aan de slag ging als jeugdtrainer en scout. Hij werkte in die periode nauw samen met spelers als Oleg Iachtchouk, Mark De Man, Tom Soetaers, Xavier Chen en Olivier Deschacht.
In 2000 wilde Enzo Scifo investeren in Sporting Charleroi. De gewezen Gouden Schoen wilde echter nog niet meteen zelf als coach aan de slag en dus vroeg hij Emilio Ferrera als trainer. Die weigerde, waarna Scifo bij diens broer Manu ging aankloppen. Ferrara volgde in maart 2000 Raymond Mommens op en wist de club in eerste klasse te houden. Maar in november 2000 werd hij zelf de laan uitgestuurd. Achteraf eiste hij nog 8 miljoen BEF (zo'n €200.000) schadevergoeding voor zijn ontslag.
In april 2001 werd Ferrera coach bij zijn ex-club Eendracht Aalst. Ook ditmaal zorgde hij ervoor dat het team in de hoogste afdeling kon blijven. In het daaropvolgende seizoen ging Aalst uitstekend van start, maar dan viel de club stevig terug. Na de winterstop werd de Spaans-Belgische coach ontslagen.
In 2003 werd Ferrera bij KV Kortrijk binnengehaald als sportief directeur. Na de winterstop mocht hij meteen invallen als trainer. Angelo Nijskens werd in januari 2004 ontslagen en vervangen door Ferrera, die de West-Vlaamse club meteen naar tweede klasse loodste. Vervolgens stelde de club Rudi Verkempinck aan als coach, maar ook hij werd in september 2004 vervangen door Ferrera. Na het seizoen werd hij opnieuw sportief directeur. Zijn contract liep in 2006 af.
In de zomer van 2006 verhuisde hij naar Standard. Ferrera werd eerst assistent van Johan Boskamp en later van diens opvolger Michel Preud'homme. Ferrera beschikte bij de Rouches over toppers als Axel Witsel, Steven Defour, Milan Jovanović en Dieumerci Mbokani. In 2008 werd Standard voor het eerst in 25 jaar landskampioen.
Preud'homme bleef niet bij Standard, maar trok na de titel verrassend naar KAA Gent. Ferrera volgde hem als hulptrainer. In 2010 won het duo met Gent de beker. Preud'homme verkaste naar FC Twente, maar Ferrera bleef bij de Buffalo's. Hij werd er de assistent van Trond Sollied. Toen die in oktober 2012 ontslagen werd, werd Ferrera even interim-hoofdcoach. Na twee speeldagen werd Bob Peeters aangeduid als nieuwe trainer, waarna Ferrera zijn oude rol als hulptrainer opnam.
In februari 2014 werd Ferrera hoofd van de jeugdopleiding bij KAA Gent.